# Ledebouria ovatifolia
Ledebouria ovatifolia är en sparrisväxtart som först beskrevs av John Gilbert Baker, och fick sitt nu gällande namn av John Peter Jessop. Ledebouria ovatifolia ingår i släktet Ledebouria och familjen sparrisväxter.

## Underarter
Arten delas in i följande underarter:
- L. o. ovatifolia
- L. o. scabrida

## Bildgalleri

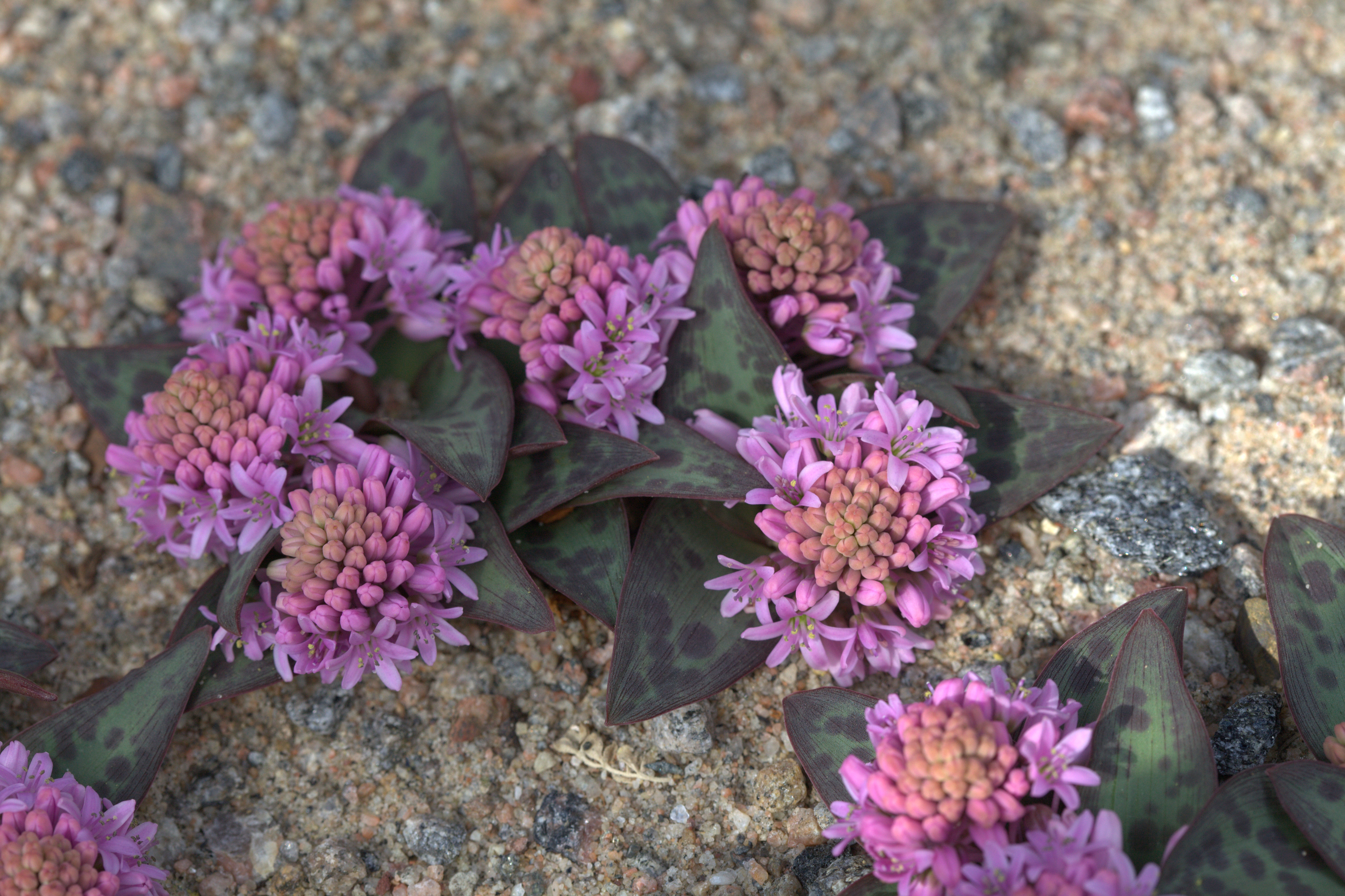
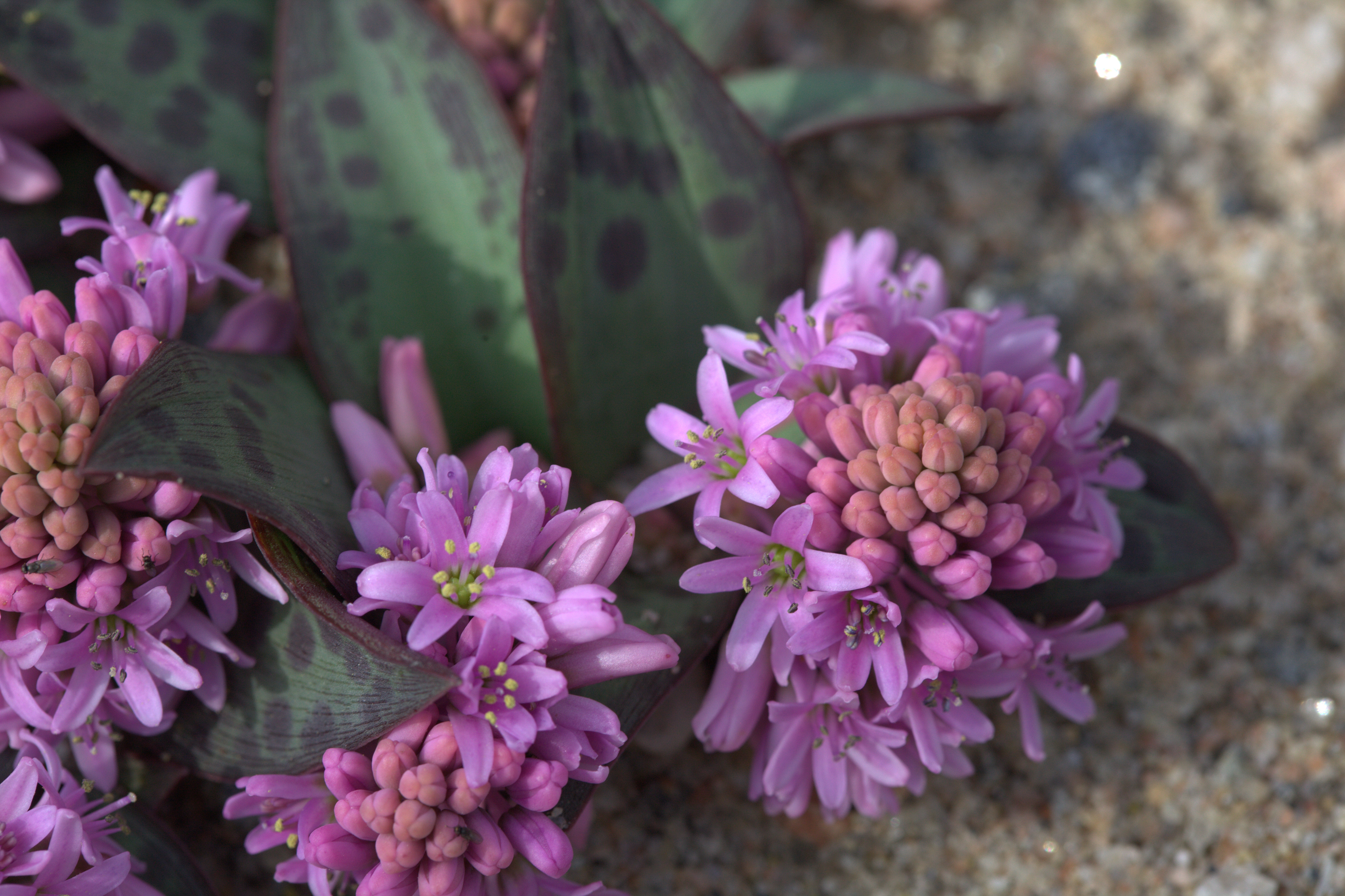
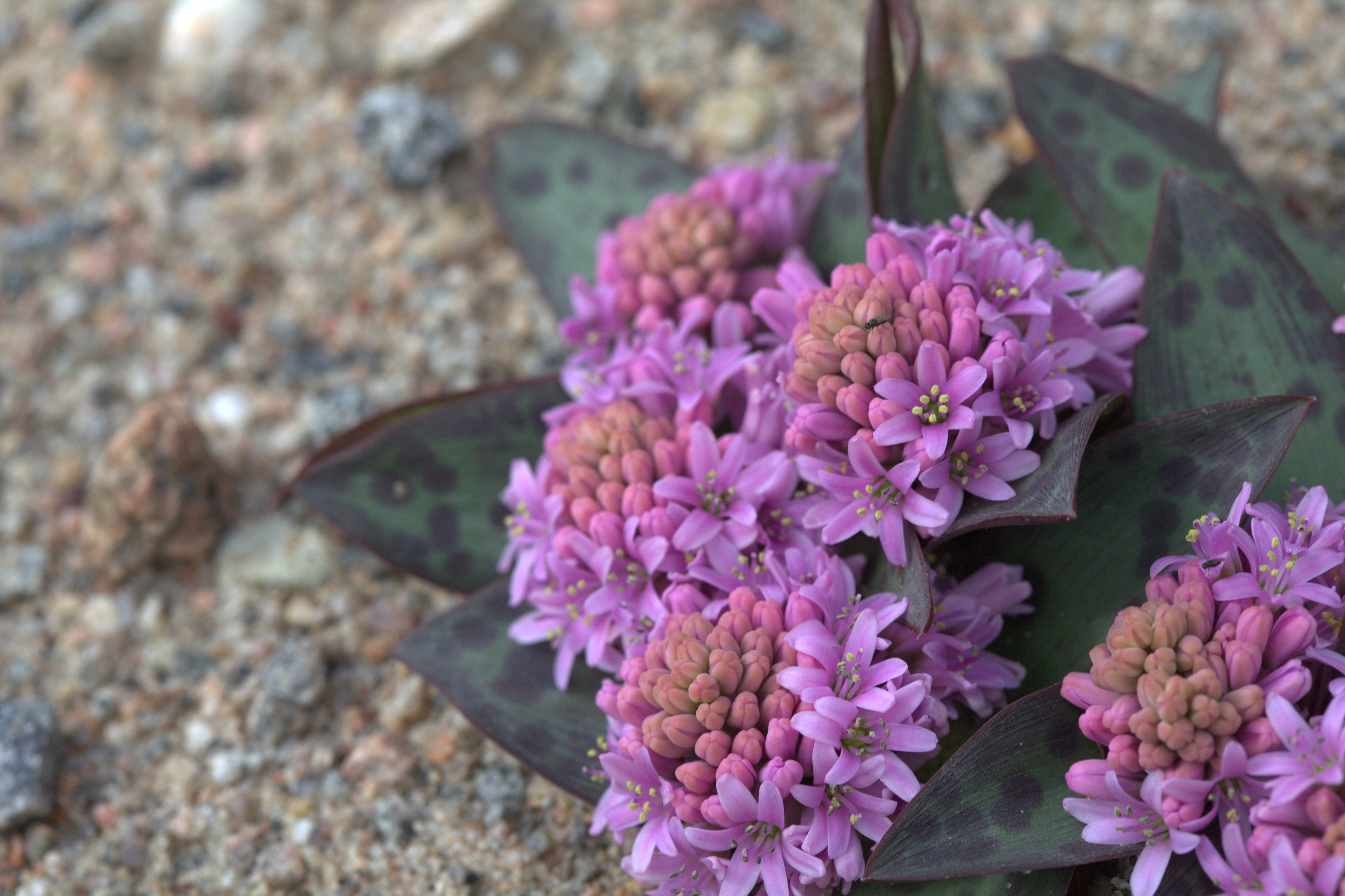